# Equazione funzionale
In matematica, un'equazione funzionale è un'equazione in cui l'incognita compare in forma implicita, e dunque viene espressa tramite la composizione di funzioni:
{\displaystyle f(x_{1},\dots ,x_{n})=0}
dove {\displaystyle f} è un funzionale e {\displaystyle x_{1},\dots ,x_{n}} funzioni (variabili) note e incognite appartenenti ad uno spazio di Banach. Molte proprietà delle funzioni possono essere ricavate tramite lo studio delle equazioni funzionali che esse soddisfano. Solitamente il termine "equazione funzionale" è utilizzato solo per equazioni che non sono facilmente riconducibili ad equazioni algebriche.

## Esempi tipici
- L'equazione funzionale:

{\displaystyle \zeta (s)=2^{s}\pi ^{s-1}\sin \left({\frac {\pi s}{2}}\right)\Gamma (1-s)\zeta (1-s)}
è soddisfatta dalla funzione zeta di Riemann {\displaystyle \zeta }. La lettera {\displaystyle \Gamma } indica la funzione Gamma.
- L'equazione funzionale:

{\displaystyle x\Gamma (x)=\Gamma (x+1)}
è soddisfatta dalla funzione Gamma.
- La funzione gamma soddisfa anche la formula di riflessione di Eulero:

{\displaystyle \Gamma (z)\Gamma (1-z)={\pi  \over \sin(\pi z)}}
- L'equazione funzionale:

{\displaystyle f\left({az+b \over cz+d}\right)=(cz+d)^{k}f(z)}
dove {\displaystyle a,b,c,d} sono interi che soddisfano {\displaystyle ad-bc=1} e {\displaystyle z} è un numero complesso con parte immaginaria positiva, è soddisfatta dalle funzioni {\displaystyle f} che sono forme modulari di ordine (intero) {\displaystyle k}.
- Altri esempi che non sono risolti necessariamente da funzioni "famose":

{\displaystyle f(x+y)=f(x)+f(y)} (equazione funzionale di Cauchy)
{\displaystyle f(x+y)=f(x)f(y)}, soddisfatta da tutte le funzioni esponenziali
{\displaystyle f(xy)=f(x)+f(y)}, soddisfatta dalle funzioni logaritmiche
{\displaystyle f(xy)=f(x)f(y)}, soddisfatta dalle funzioni della forma {\displaystyle f(x)=x^{c}}.
Le ultime tre equazioni sono riconducibili all'equazione di Cauchy tramite opportune trasformazioni, per questo spesso ci si riferisce all'insieme delle tre equazioni come equazioni di Cauchy.
{\displaystyle F(az)=aF(z)(1-F(z))} (equazione di Poincaré)
{\displaystyle f((x+y)/2)=(f(x)+f(y))/2} (Jensen)
{\displaystyle g(x+y)+g(x-y)=2g(x)g(y)} (d'Alembert)
{\displaystyle f(h(x))=cf(x)} (Schröder)
{\displaystyle f(h(x))=f(x)+1} (Abel).
- Una semplice forma di equazione funzionale è costituita dalle relazioni di ricorrenza.

Un esempio di relazione di ricorrenza è:
{\displaystyle a(n)=3a(n-1)+4a(n-2)}
- Le leggi commutativa ed associativa sono equazioni funzionali. Solitamente la proprietà associativa di un'operazione binaria * è scritta semplicemente come:

{\displaystyle (a*b)*c=a*(b*c)}
Ma se si pone {\displaystyle f(a,b)=a*b}, allora la proprietà associativa ricorda molto ciò che si considera un'equazione funzionale:
{\displaystyle f(f(a,b),c)=f(a,f(b,c))}
In generale, il più delle volte non è difficile trovare alcune soluzioni di un'equazione funzionale. Se si vogliono invece trovare tutte le soluzioni, può essere necessario semplificare il compito aggiungendo alcune ipotesi; per esempio, nel caso delle equazioni di Cauchy già menzionate, è relativamente facile trovare tutte le funzioni continue, che sono soluzioni ragionevoli, mentre altre soluzioni (che difficilmente potrebbero avere applicazioni) possono essere trovate utilizzando le basi di Hamel. Un altro esempio noto è costituito dal teorema di Bohr-Mollerup.

## Equazioni risolvibili elementarmente
Non esiste una tecnica standard per risolvere le equazioni funzionali, ma ve ne sono molte che sono risolvibili con metodi elementari; per questo motivo le equazioni funzionali compaiono spesso nelle competizioni matematiche (tra cui, per esempio, le Olimpiadi Internazionali della Matematica). In questo tipo di problemi matematici si cerca di dedurre più informazioni possibili sulle funzioni incognite, sfruttando sostituzioni intelligenti o altre manipolazioni dell'equazione. In particolare, risulta spesso un passo cruciale della soluzione quello di riconoscere eventualmente se la funzione incognita è pari o dispari, se risulta essere monotona, se è iniettiva o suriettiva. In altri casi, tramite opportune trasformazioni, l'equazione si riconduce ad una delle equazioni di Cauchy, facilmente risolvibili per via elementare.